# Buena Vista (Lara)
Pour les articles homonymes, voir Buena Vista.
Buena Vista est la capitale de la paroisse civile de Buena Vista de la municipalité d'Iribarren de l'État de Lara au Venezuela. 